# Sord M343
Sord M343 (M343) је професионални рачунар, производ фирме Sord који је почео да се израђује у Јапану током раних 1980.их година.
Користио је Zilog Z80 - Intel 8088 као централни микропроцесор а РАМ меморија рачунара M343 је имала капацитет од 256 KB (до 768 KB). 
Као оперативни систем кориштен је RDOS, RMDOS, MSDOS, CP/M 86 и Pascal USCD.

## Детаљни подаци
Детаљнији подаци о рачунару M343 су дати у табели испод.
|                       | |
| [ 1 ]                 | |
| Произвођач            | |
| Тип                   | професионални рачунар                                                                                 |
| Меморија              | 256 (до 768 )                                                                                         |
| Поријекло             | Јапан                                                                                                 |
| Година                | ране 1980-те                                                                                          |
| Тастатура             | тастатура са пуним помаком тастера са нумеричким и едит тастерима, функцијски тастери, тастери смјера |
| Процесор              | 8088                                                                                                  |
| Фреквенција процесора | непознато                                                                                             |
| RAM                   | 256 (до 768 )                                                                                         |
| ROM                   | непознато                                                                                             |
| Текст                 | 80 x 24                                                                                               |
| Графика               | 1024 x 1024                                                                                           |
| Боја                  | непознато (монохроматски монитор)                                                                     |
| Звук                  | непознато                                                                                             |
| Димензије             | непознато                                                                                             |
| Портови               | |
| Оперативни систем     | |